# Pohár Gordona Bennetta (automobily)

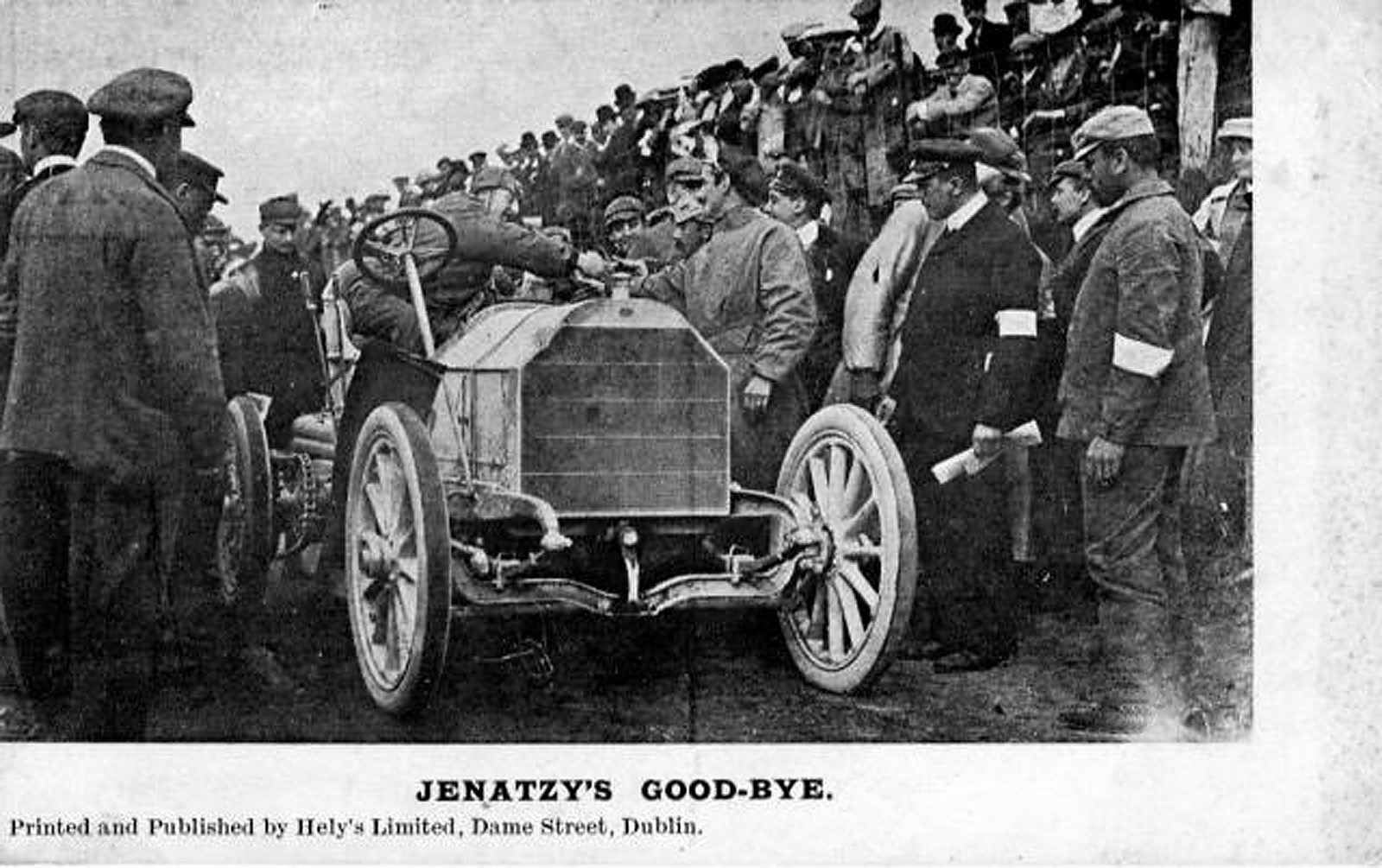
Camille Jenatzy, vítěz ročníku 1903

Pohár Gordona Bennetta (Gordon Bennett Cup) byla automobilová soutěž založená milionářem Jamesem Gordonem Bennettem mladším, vlastníkem deníku New York Herald. První ročník se uskutečnil v roce 1900 ve Francii.

## Historie

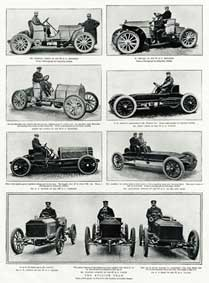
Fotografie v časopise představující účastníky závodu v roce 1903: německé Mercedesy (nahoře), americké vozy Wintons a Peerless (uprostřed) a britské Napiery (dole)

Závod byl vůbec prvním mezinárodním srovnáním automobilových značek. Iniciátor soutěže doufal, že možnost srovnání může výrobcům pomoci zlepšovat jejich vozy. Stanovil také jednoduchá pravidla, každá země mohla nasadit do soutěže maximálně tři automobily, které musely být kompletně vyrobeny v dané zemi, včetně motoru, pneumatik i malých dílů. Země vítěze měla také právo uspořádat další ročník. Závod se konal každoročně až do roku 1905.
V prvním ročníku v roce 1900 startovala vozidla z Francie, USA a Belgie, v následujícím roce ale jen francouzské vozy. Později se účastnily automobily z Francie, Velké Británie, Německa, Belgie, Rakouska, Itálie, Švýcarska a USA. Ročník 1903 se podle pravidel měl konat ve Velké Británii, avšak kvůli zákazu závodů na veřejných cestách byl přesunut do Irska.
Po roce 1905 byli francouzští výrobci velmi nespokojení s přísným omezením počtu startujících vozů z jedné země, ve Francii totiž existovalo mnoho výrobců automobilů a ti mezi sebou museli soutěžit o pouhá tři místa na startu. Francie tak o pořádání dalšího ročníku ztratila zájem a v roce 1906 vypsal Automobile Club de France (ACF) první Grand Prix Francie na uzavřeném okruhu Sarthe v Le Mans.
Díky tomu, že šlo o závod národních týmů, došlo v jeho historii také k reorganizaci a standardizaci „národních závodních barev“.
Zajímavostí je, že Gordon Bennett nebyl osobně přítomen ani jednomu z ročníků. Ve skutečnosti měl i námitky proti spojení svého jména se soutěží a preferoval název Coupe Internationale.
| Rok  | Trať                                          | Vítěz           | Vůz             | Země               |
| ---- | --------------------------------------------- | --------------- | --------------- | ------------------ |
| 1900 | Paříž–Lyon, Francie                           | Fernand Charron | Panhard         | Francie            |
| 1901 | Paříž–Bordeaux, Francie                       | Léonce Girardot | Panhard         | Francie            |
| 1902 | Paříž–Innsbruck, Rakousko                     | Selwyn Edge     | Napier          | Spojené království |
| 1903 | Athy, hrabství Kildare, Irsko                 | Camille Jenatzy | Mercedes        | Německo            |
| 1904 | pohoří Taunus, Německo                        | Léon Théry      | Richard-Brasier | Francie            |
| 1905 | Circuit d'Auvergne, Clermont-Ferrand, Francie | Léon Théry      | Richard-Brasier | Francie            |

## Okruhy

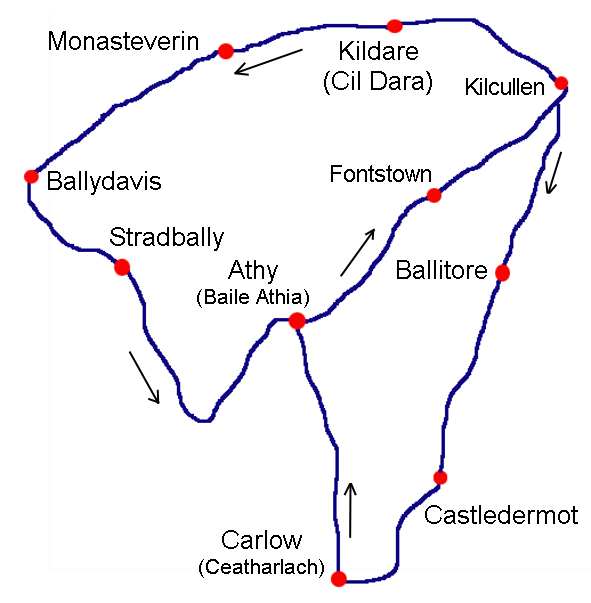
Okruh ve Skotsku v roce 1903
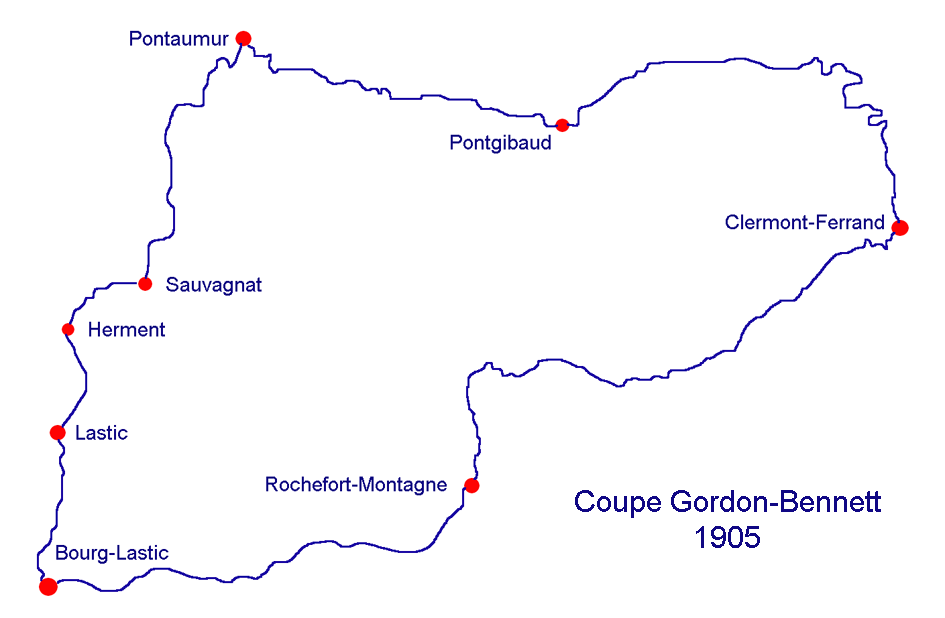
Okruh ve Francii v roce 1905